# مونتيسيلفانو
 مونتيسيلفانو (بالإيطالية: Montesilvano)‏، مدينة في وسط إيطاليا تابعة لمقاطعة بسكارا الموجودة في إقليم ابروتسو عدد سكانها 44.687 نسمة. واقعة على البحر الادرياتيكي تحدها إلى الشمال من مدينة بسكارا وهي مقسم إلى ثلاثة أجزاء : هضبة مونتيسيلفانو.
الوسط التاريخي لا يزال يوجد به ما تبقى من مباني العصور الوسطى.
و شاطئ مونتيسيلفانو وهو الجزء الأكثر سكانا والأحدث.
نشطة من الناحية السياحية وخاصة البحرية والصيفية.

## السكان
في سنة 1861 بلغ عدد السكان 2٬253 نسمة، وتطور العدد ليصل في سنة 2011 لـ 50٬413 نسمة.
يظهر هذا المخطط البياني تطور النمو السكاني لـ مونتيسيلفانو

## توأمة
لمونتيسيلفانو اتفاقيات توأمة مع كل من:
- بيندر
- ريدجو كالابريا

## أعلام
- لوكا دل بابا